# Williams FW11
Williams FW11, w 1987 FW11B – samochód Formuły 1 zaprojektowany przez Patricka Heada, Sergio Rinlanda i Franka Derniego, skonstruowany przez Williamsa. Model ten był napędzany turbodoładowanym półtoralitrowym silnikiem Hondy i, używany w latach 1986–1987, przyczynił się do zdobycia przez Williamsa dwóch mistrzostw konstruktorów oraz w 1987 roku mistrzostwa kierowców dla Nelsona Piqueta.

## Historia
W latach 1984–1985 Honda dostarczała silniki Williamsowi, jednak mimo wysokiej mocy jednostki te były zawodne. Japoński koncern poprawił jednak niezawodność produktu w drugiej połowie 1985 roku. W efekcie turbodoładowany półtoralitrowy silnik dysponował mocą 800 KM.
Wskutek ograniczeń narzuconych w tym czasie przez FIA (m.in. zwężenie tylnego spojlera), projektanci FW11 szukali przewag w innych obszarach. Zmieniony został układ chłodnic i intercoolerów, a zastosowanie drążków ciągnących w tylnym zawieszeniu zoptymalizowało wykorzystanie tylnego spojlera.
Na sezon 1986 kierowcą zespołu został Nigel Mansell, a z Brabhama przyszedł Nelson Piquet. Ze względu na spowodowaną wypadkiem absencję Franka Williamsa na większości wyścigów, Mansell i Piquet rywalizowali między sobą przez cały sezon, a w zespole nie było ustalonego kierowcy o statusie numeru jeden. Skorzystał na tym Alain Prost z McLarena, który zdobył tytuł. Williams triumfował zaś wśród konstruktorów.
W sezonie 1987 pojawiła się wersja „B” pojazdu ze zmienionym dyfuzorem i zawieszeniem. Kierowcami pozostali Mansell i Piquet. Brazylijczyk wykorzystał posiadanie przez część sezonu samochodu z aktywnym zawieszeniem oraz kontuzję Mansella pod koniec sezonu i zdobył tytuł mistrzowski.
Po sezonie Honda przeszła do McLarena, co powstrzymało na kilka lat dominację Williamsa. Williams wykorzystał jeszcze model FW11 jako platformę testową dla silnika Judd V8, którego użył w sezonie 1988.

## Wyniki w Formule 1
| Legenda oznaczeń w tabelach wyników Wyświetl szablon na nowej stronie | Legenda oznaczeń w tabelach wyników Wyświetl szablon na nowej stronie                                                                     |
| Oznaczenie                                                            | Wyjaśnienie |
| --------------------------------------------------------------------- | --- |
| Złoty                                                                 | Zwycięzca lub mistrzostwo |
| Srebrny                                                               | 2. miejsce lub wicemistrzostwo |
| Brązowy                                                               | 3. miejsce lub II wicemistrzostwo |
| Zielony                                                               | Ukończył, punktował (w klasyfikacji generalnej, gdy zdobył co najmniej jeden punkt na przestrzeni sezonu, poza trzema powyższymi opcjami) |
| Niebieski                                                             | Ukończył, nie punktował (w klasyfikacji generalnej, gdy nie zdobył co najmniej jednego punktu na przestrzeni sezonu)                      |
| Czerwony                                                              | Nie zakwalifikował się (NZ) |
| Czerwony                                                              | Nie prekwalifikował się (NPK) |
| Różowy                                                                | Nie ukończył (NU) |
| Różowy                                                                | Niesklasyfikowany (NS) (w klasyfikacji generalnej, gdy nie został sklasyfikowany w żadnym wyścigu sezonu)                                 |
| Czarny                                                                | Zdyskwalifikowany (DK) |
| Czarny                                                                | Wykluczony (WYK/EX) |
| Biały                                                                 | Nie wystartował (NW) |
| Biały                                                                 | Kontuzjowany (K/INJ) |
| Biały                                                                 | Wyścig odwołany (OD/C) |
| Bez koloru                                                            | Został wycofany (WYC/WD) |
| Bez koloru                                                            | Nie przybył (NP/DNA) |
| Bez koloru                                                            | Nie brał udziału w treningach (NT/DNP) |
| Bez koloru                                                            | Nie został zgłoszony (–) |
| Pogrubienie                                                           | Start z pole position |
| Kursywa                                                               | Najszybsze okrążenie wyścigu |
| †                                                                     | Nie ukończył, ale jego rezultat został zaliczony ze względu na przejechanie więcej niż 90% dystansu wyścigu.                              |
| *                                                                     | Sezon w trakcie |
| 1/2/3                                                                 | Punktowana pozycja w sprincie kwalifikacyjnym                                                                                             |
| Lista systemów punktacji Formuły 1                                    | |

| Sezon | Zespół                    | Silnik | Kierowcy         | Wyniki w poszczególnych eliminacjach | Wyniki w poszczególnych eliminacjach | Wyniki w poszczególnych eliminacjach | Wyniki w poszczególnych eliminacjach | Wyniki w poszczególnych eliminacjach | Wyniki w poszczególnych eliminacjach | Wyniki w poszczególnych eliminacjach | Wyniki w poszczególnych eliminacjach | Wyniki w poszczególnych eliminacjach | Wyniki w poszczególnych eliminacjach | Wyniki w poszczególnych eliminacjach | Wyniki w poszczególnych eliminacjach | Wyniki w poszczególnych eliminacjach | Wyniki w poszczególnych eliminacjach | Wyniki w poszczególnych eliminacjach | Wyniki w poszczególnych eliminacjach | Wyniki kierowców | Wyniki kierowców | Wyniki konstruktora | Wyniki konstruktora |
| 1986  |                           |        |                  | Brazylia                             | Hiszpania                            | San Marino                           | Monako                               | Belgia                               | Kanada                               | Stany Zjednoczone                    | Francja                              | Wielka Brytania                      | Niemcy                               | Węgry                                | Austria                              | Włochy                               | Portugalia                           | Meksyk                               | Australia                            | Pkt.             | Msc.             | Pkt.                | Msc.                |
| ----- | ------------------------- | ------ | ---------------- | ------------------------------------ | ------------------------------------ | ------------------------------------ | ------------------------------------ | ------------------------------------ | ------------------------------------ | ------------------------------------ | ------------------------------------ | ------------------------------------ | ------------------------------------ | ------------------------------------ | ------------------------------------ | ------------------------------------ | ------------------------------------ | ------------------------------------ | ------------------------------------ | ---------------- | ---------------- | ------------------- | ------------------- |
| 1986  | Canon Williams Honda Team | Honda  | Nigel Mansell    | NU                                   | 2                                    | NU                                   | 4                                    | 1                                    | 1                                    | 5                                    | 1                                    | 1                                    | 3                                    | 3                                    | NU                                   | 2                                    | 1                                    | 5                                    | NU                                   | 70               | 2                | 141                 | 1                   |
| 1986  | Canon Williams Honda Team | Honda  | Nelson Piquet    | 1                                    | NU                                   | 2                                    | 7                                    | NU                                   | 3                                    | NU                                   | 3                                    | 2                                    | 1                                    | 1                                    | NU                                   | 1                                    | 3                                    | 4                                    | 2                                    | 69               | 3                | 141                 | 1                   |
| 1987  |                           |        |                  | Brazylia                             | San Marino                           | Belgia                               | Monako                               | Stany Zjednoczone                    | Francja                              | Wielka Brytania                      | Niemcy                               | Węgry                                | Austria                              | Włochy                               | Portugalia                           | Hiszpania                            | Meksyk                               | Japonia                              | Australia                            | Pkt.             | Msc.             | Pkt.                | Msc.                |
| 1987  | Canon Williams Honda Team | Honda  | Nigel Mansell    | 6                                    | 1                                    | NU                                   | NU                                   | 5                                    | 1                                    | 1                                    | NU                                   | 14                                   | 1                                    | 3                                    | NU                                   | 1                                    | 1                                    | NW                                   | –                                    | 61               | 2                | 137                 | 1                   |
| 1987  | Canon Williams Honda Team | Honda  | Riccardo Patrese | –                                    | –                                    | –                                    | –                                    | –                                    | –                                    | –                                    | –                                    | –                                    | –                                    | –                                    | –                                    | –                                    | –                                    | –                                    | 9                                    | 0 (6)            | 13               | 137                 | 1                   |
| 1987  | Canon Williams Honda Team | Honda  | Nelson Piquet    | 2                                    | NW                                   | NU                                   | 2                                    | 2                                    | 2                                    | 2                                    | 1                                    | 1                                    | 2                                    | 1                                    | 3                                    | 4                                    | 2                                    | 15                                   | NU                                   | 73               | 1                | 137                 | 1                   |